# Tim Sander
Tim Sander (* 27. Juli 1978 in Ost-Berlin) ist ein deutscher Schauspieler, Synchronsprecher und Musiker.

## Werdegang
Sander wurde in Deutschland vor allem durch seine Darstellung des Kai Scholl in der täglichen RTL-Seifenoper Gute Zeiten, schlechte Zeiten bekannt, den er zwischen 1998 und 2002 verkörperte. Seitdem stand er immer wieder für vor allem von ProSieben produzierten Spielfilmen bzw. Fernsehserien vor der Kamera. Der Rolle des Haku im Film Chihiros Reise ins Zauberland lieh Tim Sander als Synchronsprecher seine Stimme. Außerdem stand er als Gastdarsteller in Edel & Starck, SOKO Leipzig und Sternenfänger vor der Kamera. Tim Sanders Vater, Rüdiger Sander, verkörperte in Gute Zeiten, schlechte Zeiten auch seinen Filmvater. Die Synchronsprecherin Peggy Sander ist seine Schwester.
2006 bis 2007 war Sander in der zweiten Staffel der Sat.1-Telenovela Verliebt in Berlin zu sehen.
2012 drehte Sander unter der Regie von Andreas Schaap die Doku-Komödie Tim Sander goes to Hollywood. Sander wettet mit seinem Freund Matthias Schweighöfer, dass er es schafft, innerhalb von nur vier Wochen eine Rolle in einem Hollywood-Film zu bekommen. Als Wettgewinn stellt ihm Matthias eine Rolle in seinem Spielfilm Schlussmacher in Aussicht. Zusammen mit seinen drei besten Freunden macht Tim sich nun auf den Weg nach Los Angeles, um seinen Traum zu verwirklichen und die Wette zu gewinnen. Der Film wurde zunächst als 10-teilige Webserie bei MyVideo veröffentlicht und danach in einer verlängerten Fassung auf DVD.
Seit 2014 ist Sander auch vermehrt als Musiker tätig. Er ist Sänger und Songwriter der Indie-Pop-Band Team Amateur, die 2014 beim Independent-Label Rummelplatzmusik ihr Debütalbum Feuer und Freizeit veröffentlichte, welches ein Kritikererfolg wurde und der Band zahlreiche Radioairplays und TV-Präsenz bescherte.
Unter dem Namen „T der Bär“ produziert Sander außerdem abstrakten, elektronisch geprägten Hip-Hop und ist mit diesem Projekt ebenfalls bei Rummelplatzmusik unter Vertrag.
Zu seinen seltenen Auftritten im Hörspiel gehört die durchgehende Rolle des „Nyrlahotep“ in der Phantastik-Serie Chroniken des Grauens (2020) nach H. P. Lovecraft.

## Filmografie
Kino
- 2001: Wie Feuer und Flamme
- 2003: Die Klasse von ’99 – Schule war gestern, Leben ist jetzt
- 2008: Kevin – Integration eines Mythos (Gastauftritt)
- 2008: Entführt – Ich hol dich da raus
- 2011: Lena will es endlich wissen
- 2013: Schlussmacher (Gastauftritt)
- 2015: Der Nanny
- 2015: Macho Man

Fernsehfilme
- 2001: Wie Feuer und Flamme
- 2003: Seventeen – Mädchen sind die besseren Jungs
- 2004: Italiener und andere Süßigkeiten
- 2004: Prinzessin macht blau
- 2005: Alright Love
- 2005: Sex Up – Ich könnt’ schon wieder
- 2005: Crazy Partners als Dennis
- 2005: Tote Hose – Kann nicht, gibt’s nicht
- 2006: Nichts geht mehr
- 2006: Eine Chance für die Liebe
- 2006: Die schwarze Kolonne
- 2006: Verschleppt – Kein Weg zurück
- 2012: Tim Sander goes to Hollywood
- 2014: Vaterfreuden
- 2014: Zwischen den Zeiten

Fernsehserien
- 1998–2002: Gute Zeiten, schlechte Zeiten
- 2004: 18 – Allein unter Mädchen
- 2005–2006: Unter den Linden – Das Haus Gravenhorst
- 2006–2007: Verliebt in Berlin
- 2017: Die ZhuZhus

Gastauftritte
- 2002: Sternenfänger (Folgen 1.15 und 1.16)
- 2002: Anja & Anton (Folge 5.5)
- 2003: Edel & Starck (Folge 2.1)
- 2003: SOKO Leipzig (Folge 5.2)
- 2007: Die for Metal (Musikvideo von Manowar)
- 2009: SOKO Leipzig (Folge 9.8)
- 2009: SOKO Köln (Folge 6.9 Mann aus Stein)
- 2009: In aller Freundschaft (Folge 429 Die Sorgen der Väter)
- 2011: Familie Dr. Kleist (Folge 4.11)
- 2011: Anna und die Liebe (Folgen 671 bis 672)
- 2011: Heiter bis tödlich: Alles Klara (Folge 6)

## Synchronrollen (Auswahl)

### Filme
- 1995: Hackers – Im Netz des FBI – für Jesse Bradford … als Joey
- 1996: Die Fahrt ins Nirgendwo – für Tobey Maguire … als J.T.
- 2000: Der Fall Mona – Mordfall, Unfall oder Glücksfall? – für Casey Affleck … als Bobby
- 2001: Chihiros Reise ins Zauberland – für Miyu Irino … als Haku
- 2005: Coach Carter – für Rick Gonzalez … als Timo Cruz
- 2008: The Rocker – Voll der (S)Hit – für Josh Gad … als Matt Gadman
- 2009: Jennifer’s Body – für Kyle Gallner … als Colin Gray
- 2009: Dance Flick – Der allerletzte Tanzfilm – für Damon Wayans, Jr. … als Thomas
- 2010: Drachenzähmen leicht gemacht – für Jonah Hill … als Rotzbakke
- 2010: A Nightmare on Elm Street – für Kyle Gallner … als Quentin Smith
- 2010: Die etwas anderen Cops – für Damon Wayans Jr. … als Detective Fosse
- 2010: Takers – für Hayden Christensen … als A.J.
- 2010: Wrong Side of Town – für Ja Rule … als Razor
- 2011: Die Schlümpfe – für Anton Yelchin … als Clumsy Schlumpf
- 2012: Black’s Game – Kaltes Land – für Vignir Rafn Valþórsson … als Robbi Rotta
- 2013: Die Monster Uni – für Steve Buscemi … als Randall
- 2013: Battle of the Year – für Josh Peck … als Franklyn
- 2013: Die Schlümpfe 2 – Anton Yelchin … als Clumsy Schlumpf
- 2014: Drachenzähmen leicht gemacht 2 – für Jonah Hill … als Rotzbakke
- 2015: American Sniper – für Kyle Gallner … als Winston
- 2015: Der Marsianer – Rettet Mark Watney – für Michael Peña … als Rick Martinez
- 2016: Rogue One: A Star Wars Story – für Riz Ahmed … als Bodhi Rook
- 2016: Moonlight – für Shariff Earp … als Terrence
- 2016: Money Monster – für Christopher Denham … als Ron Sprecher
- 2017: Death Note – für Nat Wolff … als Light Turner
- 2017: Ferdinand – Geht STIERisch ab! – für Anthony Anderson … als Bones
- 2019: Drachenzähmen leicht gemacht 3: Die geheime Welt – für Jonah Hill … als Rotzbakke
- 2019: Once Upon a Time in Hollywood – für James Landry Hébert … als Clem
- 2020: Die bunte Seite des Monds – für Ken Jeong … als Gobi
- 2021: Army of the Dead – für Raúl Castillo … als Mikey Guzman
- 2025: Happy Gilmore 2 – für Haley Joel Osment … als Billy Jenkins

### Serien
- 1991–1994: Clarissa – für Jason Zimbler … als Ferguson Darling
- 2002: Gundam Seed – für T.M.Revolution … als Miguel Aiman
- 2003: The Wire – für Pablo Schreiber … als Nick Sobotka
- 2007: Ikki Tousen – für Daisuke Namikawa … als Toutaku Chuuei
- 2007: Tak und die Macht des Juju – für John DiMaggio … als Keeko
- 2007–2009: Samantha Who? – für Anthony Anderson … als Rafael Grace
- 2008: Reaper – Ein teuflischer Job – für Tyler Labine … als Bert „Sock“ Wysocki
- 2009: Skins – Hautnah für Jack O’Connell … als James Cook
- 2009–2013: Breaking Bad – für Matt L. Jones … als Brandon „Badger“ Mayhew
- 2010: Scrubs – Die Anfänger – für Taran Killam … als Jimmy, der aufdringliche Fummel-Pfleger
- 2010: Bakugan Battle Brawlers: New Vestroia – für Daisuke Endou … als Shadow
- 2010: The Pacific – für Ashton Holmes … als PFC Sidney Phillips
- 2010: CSI: Miami – für Omar Benson Miller … als Walter Simmons
- 2010: The Walking Dead – für IronE Singleton … als T-Dog
- 2011: One Tree Hill – für Quinton Aaron … als Tommy
- 2012: Angel Beats! – für Ryōhei Kimura … als Hideki Hinata
- 2010–2015: Glee – für James Earl … als Azimio
- 2012–2018: DreamWorks Dragons – für Zack Pearlman … als Rotzbakke
- 2012–2015: Navy CIS – für Matt L. Jones … als Ned Dornegret
- 2013–2014: Lego Chima – für David Attar … als Cragger
- 2014–2018: Die Thundermans – für Harvey Guillen … als Blobbin
- 2015–2018: Sense8 für Paul Ogola … als Jela
- 2016: The Originals – für Oliver Ackland … als Tristan de Martel
- 2016: American Horror Story – für Frederick Koehler … als Lot Polk
- seit 2016: Miraculous – Geschichten von Ladybug und Cat Noir – für William Coryn … als Trixx
- 2017–2021: American Gods – für Pablo Schreiber … als Mad Sweeney
- seit 2017: Art of Crime – für Nicolas Gob … als Antoine Verlay
- seit 2019: Ninjago – für Gavin Langelo … als Vinny Folson (3. Stimme)
- 2021: Shadow and Bone – Legenden der Grisha – für Howard Charles … als Arken Visser
- 2022: JoJo’s Bizarre Adventure: Stardust Crusaders … als Iggy
- seit 2022: Star Trek: Strange New Worlds – für Babs Olusanmokun … als Dr. Joseph M’Benga
- 2023: Beef – für Steven Yeun … als Danny Cho
- 2024: Squid Game – für Choi Seung-hyun … als Thanos

## Hörspiele
- 2005: Lloyd Alexander: Taran und das Zauberschwert (Taran) – Regie: Robert Schoen (Kinderhörspiel – SWR)
- 2005: Lloyd Alexander: Taran und der Zauberspiegel (Taran) – Regie: Robert Schoen (Kinderhörspiel – SWR)
- 2020: Markus Winter: Howard Phillips Lovecraft – Chroniken des Grauens – Regie: Markus Winter
- 2020: Markus Hahn: Die wirklich wahren Abenteuer des Don Quichottes (Sancho Pansa) – Regie: Markus Hahn

## Diskografie
- 2014: Team Amateur – Schieß mir ins Knie / Zeitlupe (Single, Rummelplatzmusik)
- 2014: Team Amateur – Feuer und Freizeit (Album, Rummelplatzmusik)
- 2015: Team Amateur – Feuer und Freizeit – Teil 1 (Vinyl-Mini-Album, Rummelplatzmusik)
- 2015: T der Bär – Bärengruß (Single, Rummelplatzmusik)
- 2016: T der Bär – Du musst brennen (Single, Rummelplatzmusik)
- 2016: T der Bär – Bienenwolf (Album, Rummelplatzmusik)
- 2018: T der Bär – SteSteSte (Single, Rummelplatzmusik)
- 2020: T der Bär – Chapter Two mit GALV, erschienen auf Hill Vibes, Vol. 1 von Republic Of Bounce auf Urban Tree Music